# Key Concepts in Interreligious Discourses
Key Concepts in Interreligious Discourses (KCID) war eine interdisziplinäre Forschungsstelle der Friedrich-Alexander-Universität Erlangen-Nürnberg, die sich auf die Erforschung von Judentum, Christentum und Islam spezialisiert hatte. Die Aufgaben übernimmt seit Oktober 2020 das Bayerische Forschungszentrum für Interreligiöse Diskurse (BaFID) an der Friedrich-Alexander-Universität Erlangen-Nürnberg unter der Leitung von BaFID-Direktor Georges Nicolas Tamer.

## Geschichte
Key Concepts in Interreligious Discourses (KCID) wurde 2016 unter der Federführung von Georges Tamer mit dem Lehrstuhl für Orientalische Philologie und Islamwissenschaft in Erlangen ins Leben gerufen, nachdem er sich bereits mehrfach für die Schaffung einer wissenschaftlichen Grundlage für interreligiösen Dialog, insbesondere zwischen Juden, Muslimen und Christen, ausgesprochen hatte. Nach mehreren Fachtagungen wurde es zu einer Forschungsstelle ausgebaut. Zwischenzeitlich bestand eine Kooperation mit der Katholischen Universität Eichstätt-Ingolstadt und dem Sheikh Nahyan Center for Arabic Studies and Intercultural Dialogue an der Universität Balamand im Libanon. Zudem kooperierte der Verlag de Gruyter bei Publikationen. Des Weiteren wurden öffentliche Vorträge organisiert oder Seminare für andere Einrichtungen, wie zum Beispiel der Katholischen Akademie in Bayern entworfen.

## Konzept
KCID erarbeitete Schlüsselkonzepte der einzelnen monotheistischen Religionen, wobei Wissenschaftler ein Schlüsselkonzept ihrer Religion aus der jeweils eigenen Religion stets in Bezug auf die beiden anderen Religionen betrachteten. Schlüsselkonzepte aus den monotheistischen Religionen sind beispielsweise Offenbarung, Glaube, Wahrheit, Gerechtigkeit oder Freiheit. Beiträge wurden auf Deutsch, Englisch und Arabisch veröffentlicht, mit überregionaler Ausrichtung. Dabei wurden interdisziplinäre Kompetenzen aus den Bereichen Judaistik, Islamwissenschaft, Theologie, Philosophie, Psychologie u. a. gezielt gebündelt.

## Wissenschaftlicher Beirat
- Asma Afsaruddin
- Mathias Rohe
- Abdullahi An-Naim
- Clare Amos
- Aryeh Botwinick
- Heiner Bielefeldt, ehemals Sonderberichterstatter für Religions- und Weltanschauungsfreiheit des UN-Menschenrechtsrats, Inhaber des Lehrstuhls für Menschenrechte und Menschenrechtspolitik der Friedrich-Alexander-Universität Erlangen-Nürnberg
- Maha El Kaisy-Friemuth
- Mohammad Hashim Kamali
- Assaad Elias Kattan
- Manfred Pirner
- Mohammad Sammak
- Stefan Schreiner
- Christoph Schwöbel
- Walter Sparn
- David Thomas
- Michael Zank

## Förderer
Zu den Förderern der Forschungsstelle gehörten:
- Hanns-Seidel-Stiftung e. V.
- Evangelische Kirche Deutschlands